# Ойрато-маньчжурские войны
Ойрато-маньчжурские войны — серия войн между маньчжурской Цинской империей и ойратским Джунгарским ханством за гегемонию в степях Восточной Азии, произошедшая в конце XVII — середине XVIII веков.

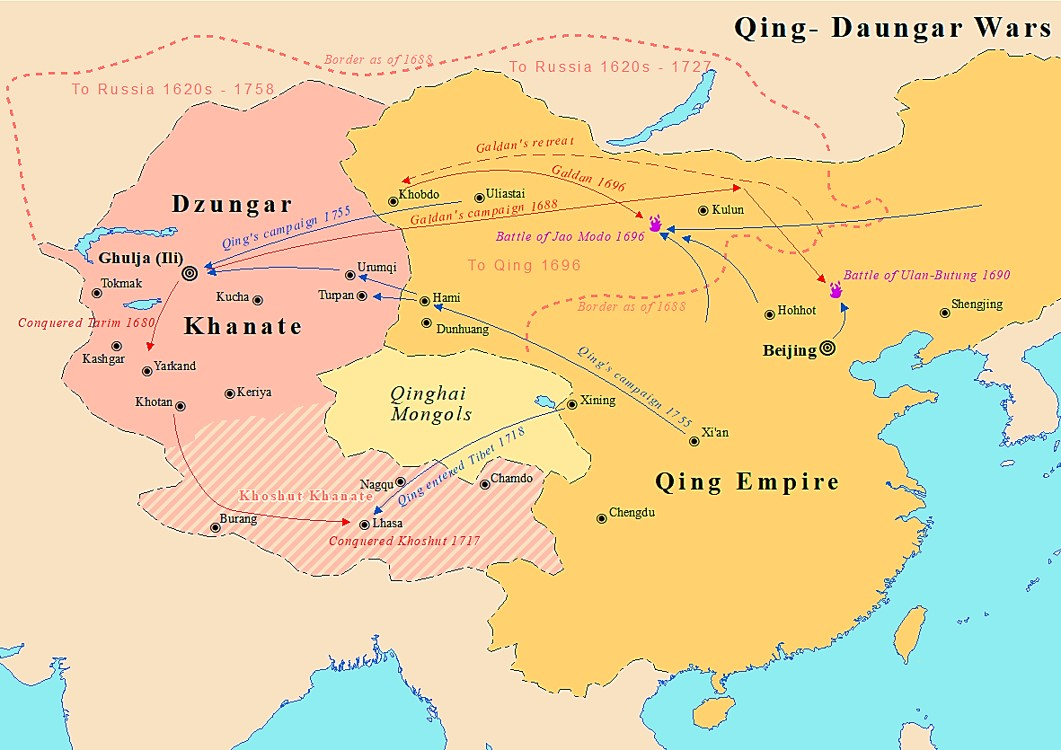
Карта, показывающая войны между империей Цин и Джунгарским ханством

- Первая ойрато-маньчжурская война произошла в 1688—1697 годах из-за того, что в 1680-х годах империи Цин удалось склонить некоторых правителей Халха-Монголии к принятию подданства маньчжурского императора. Такое положение дел беспокоило джунгарского правителя Галдана, который видел залог независимости монголов в их объединении. В 1688 году он вторгся в Халху и разгромил Тушэту-хана Чихуньдоржа. В ответ империя Цин в 1690 году выступила против Джунгарского ханства. В результате войны Халха-Монголия оказалась включена в состав империи Цин.

- Вторая ойрато-маньчжурская война шла в 1715—1739 годах. Джунгарский правитель Цэван Рабдан постарался возродить мощь страны, и стал требовать от Цинской империи возвращения территорий, ранее принадлежавших Джунгарскому ханству. Боевые действия начались с того, что в 1715 году ойраты овладели Хами. В конце 1722 года скончался маньчжурский император, и в боевых действиях наступило затишье: цинские войска не пытались двигаться вперёд, а ойратские — не пытались штурмовать их позиции. В 1729 году новый маньчжурский император принял решение о возобновлении войны с ойратами, однако ни одна из сторон не смогла нанести решающего поражения другой. Начались длительные переговоры, завершившиеся уже при следующем маньчжурском императоре. Обе стороны должны были пойти на уступки и в конечном счёте согласились считать границей Алтайские горы и озеро Убсу-Нур. Мирным договором предусматривалось возобновление взаимной торговли, а также свободного передвижения паломников в Тибет и из Тибета.

- Третья ойрато-маньчжурская война состоялась в 1755—1759 годах. После смерти в 1745 году ойратского правителя Галдан-Цэрэна в Джунгарском ханстве началась смута, и с ноября 1750 года ойраты начали перебегать из Джунгарии в Цинскую империю. В 1754 году один из претендентов на джунгарский трон — Амурсана — явился к цинским властям и заявил о своем желании служить Цинской династии. В 1755 году цинские войска выступили в поход на Джунгарию. Ойратские феодалы сдавались на милость победителей, простой народ, будучи измучен княжескими распрями, даже не пытался сопротивляться. Джунгарское ханство развалилось. Амурсана рассчитывал с цинской помощью стать всеойратским ханом, но оказался обманутым, и в сентябре 1755 года поднял антицинское восстание, а летом 1756 года восстали и халха-монголы. В 1757 году цинские войска перешли в наступление, и к 1759 году последние очаги восстаний были подавлены.